# أجيك – معهد النقب
معهد أجيك - النقب هي منظمة عربية يهودية تُعنى بخلق تغيير الاجتماعي باشرت نشاطها في النقب في عام 2000. بدأت المنظمة عام 2015 بتأسيس نشاطها في السلطات العربية والمدن المختلطة في مركز البلاد وشماله، اما اليوم فتنشط في جميع أنحاء البلاد. يتمحور نشاط المنظمة حول أربعة مجالات رئيسية: تعزيز الحياة المشتركة للعرب واليهود في جميع أنحاء البلاد، تعزيز القيادة والانخراط لدى الشباب والشبيبة (بين الأعمار 15-25)، التنمية الجماهيرية في المجتمع العربي في إسرائيل ، وتعزيز صحة الطفل ورفاهه.
"أجيك" تعني "أنا قادم نحوك". وهذا تعبير عن النهج الجماهيري الذي يقود عمل المنظمة في تطوير وقيادة الخدمات تتلائم مع موارد واحتياجات المجتمعات المختلفة، بالشراكة مع القيادة المحلية والجهات الحكومية، مع 30 سلطة محلية عربية ويهودية، بالاضافة الى شركاء محليين وقطريين.
يقود طاقم مشترك من العرب واليهود المنظمة، حيث يعملون معًا لخلق فضاء مشترك ومتساوٍ. يساهم العمل المشترك في تعزيز الحوار، التفاهم وتوحيد القوى من أجل خلق مستقبل أفضل للجميع، مما يتيح للعرب واليهود بالعيش معًا مع الحفاظ على هويتهم وثقافتهم. يشغل خير الباز منصب رئيس المنظمة، بينما يشغل سليمان العمور ود. إيلان عميت منصبي المديرين التنفيذيين الشريكين.
يعمل في أجيك، وهي إحدى أكبر منظمات المجتمع المدني في إسرائيل، حوالي 200 موظف، ويستفيد أكثر من 20,000 شخص من الأنشطة والبرامج التي تقدمها المنظمة سنويا.
منذ بداية تأسيسها، كان تعزيز الحياة المشتركة والمجتمع العربي-اليهودي المشترك جزءا اساسيا من رؤية المنظمة، حيث أسست د. أمل الصانع الحجوج ود. يهودا باز "معهد النقب"، لاحقا أُسست "أجيك" على يد أمل الصانع وفيفيان سيلفر اللتين كانتا أول مديرتين تنفيذيتين شريكتين. قُتلت فيفيان سيلفر، التي كانت عضوًا في مجلس إدارة اجيك - معهد النقب حتى يومها الأخير، في السابع من أكتوبر في منزلها في كيبوتس بئيري. إن رؤية المؤسسين لمجتمع مشترك وقائم على المساواة هي العنصر الاساسي الذي يربط كافة مجالات عمل المنظمة والتي تُبنى عليه انشطتها المختلفة.

## نشاطات

### الحياة المشتركة
في إطار مجال الشراكة العربية اليهودية في أجيك،  يعمل برنامج سنة من اجل المجتمع،  وهي سنة تطوعية عربية يهودية تعمل بالشراكة مع الحركة الكشفية، كما توجد برامج اخرى تهدف الى تعزيز الحياة المشتركة  موجهة لطلاب المدارس الثانوية والبرامج التحضيرية والكوادر التعليمية. يشارك المشاركون في برامج السنة الانتقالية في أجيك في سلسلة لقاءات مع شركاء يهود في سنوات التحضير والخدمة.
يتم تعزيز المجتمع المشترك في أجيك-معهد النقب من خلال تحقيق الموازنة بين تقليص الفجوات في مجالات مثل الوصول إلى التعليم العالي وفرص العمل الجيدة، وبين الحوار العربي-اليهودي. وفقًا لرؤية المنظمة، لا قيمة كبيرة لإجراء الحوار من أجل الحوار نفسه إذا استمرّت الفجوات بين المجتمعات كما هي.
"نتحدث التغيير"  - هو برنامج موجه للشباب والشابات خريجي المدارس الثانوية من المجتمع العربي (مشتركي برامج السنة الانتقالية في اجيك) والمتطوعون في الخدمة الوطنية من المجتمع اليهودي. يهدف البرنامج الى خلق فرص للتعارف بين الطرفين، تعزيز الحوار، كسر الصور النمطية وتعزيز العمل المشترك من خلال المبادرات التي تُنفّذ طوال السنة والانشطة التطوعية في مجتمعاتهم. يشمل البرنامج توجيها وتدريبًا للاندماج، الى جانب تعزيز الهوية الشخصية للشباب والشابات واتاحة الفرصة للتعرف على مجالات المعرفة المختلفة. كما يتم تحضير المشاركين العرب للاندماج في التعليم الأكاديمي وسوق العمل.

### الشباب والشبيبة
في إطار مجال قيادة وانخراط الشباب والشابات في المجتمع العربي، تعمل منظمة الشباب "شبيبة أجيك" ، التي تأسست عام 2014 بمبادرة من أجيك لتكون منظمة الشبيبة الاولى والوحيدة التي تنشأ من داخل المجتمع العربي في إسرائيل. تعمل المنظمة على نطاق قُطري واسع وتُعدّ واحدة من أكبر الأُطر التربوية اللامنهجية في المجتمع العربي. تمّ الاعتراف بالمنظّمة من قبل وزارة التربية والتعليم وانتسبت كعضوة في مجلس الحركات الشبابيّة. ويشارك فيها أكثر من 9000 طالب من الصف الثالث حتى الثاني عشر من جميع أنحاء البلاد. [بحاجة لمصدر]
بالإضافة إلى ذلك، تدير أجيك مجموعة متنوعة من برامج السنة الانتقالية  للشباب في المجتمع العربي في جميع أنحاء البلاد، والتي تشكل لهم جسراً بين إنهاء الدراسة الثانوية والاندماج في الحياة المهنية والأكاديمية. تهدف هذه البرامج إلى تقليص الفجوات وتوفير نقطة انطلاق أفضل للحياة. يشارك في هذه البرامج سنويا نحو 900 مشارك ويوجد أكثر من 10,000 خريج. يشمل المجال برامج مخصصة للشباب الذين لا يتواجدون في أُطر تعليمية او مهنية من المجتمع العربي، اي أولئك الذين لا يحملون شهادة الثانوية أو الذين لم ينهوا دراستهم الثانوية، بهدف تزويدهم بالأدوات والمعرفة والتأهيل التي ستساعدهم على الاندماج في سوق العمل.

### تعزيز صحة الطفل ورفاهه
في عام 2010، تم إنشاء القسم لتعزيز الصحة وإتاحة الخدمات الصحية في القرى غير المعترف بها في النقب. ، تعزز المنظمة في مجال صحة الطفل ورفاهه برامج لأسلوب حياة نشط وصحي، مبادرة لسلامة الأطفال والوقاية من الحوادث المنزلية، وبرامج لتأهيل مربيات الطفولة المبكرة من أجل تحسين جودة الرعاية في المجتمع العربي في النقب. تقود المنظمة منتدى أئمة، والذي ينظم حملات توعية في المساجد و في المجتمع. خلال جائحة كورونا قام متطوعو المنظمة بتوزيع فحوصات تشخيص الكورونا.

### تنمية جماهيرية
يشمل مجال التنمية الجماهيرية في النقب  بناء مجتمع في القرى غير المعترف فيها في النقب - عن طريق العمل من داخل المجتمع وبالتعاون معه، مع التركيز على تحديد الاحتياجات، تطوير القيادة المحلية وتعزيز فرق الحصانة المجتمعية - وهي فرق تطوعية محلية للتعامل في حالات الطوارئ. في الفئات العمرية الأصغر، تدير المنظمة مجموعة من مرشدي الطوارئ الشباب إلى جانب التأهيل في مجال تقديم الدعم النفسي الأولي والتعامل مع الصدمات النفسية.

## الاعتراف والجوائز
- في عام 2014 تم الاعتراف بالمعهد من قبل التحالف التعاوني الدولي كمعهد تأهيل.
- في عام 2016، حصل على وسام الرئيس للتطوع وبعد سنتين حصل على منحة من مؤسسة "جائزة براشيت".
- في عام 2017، حصلت المنظمة على وسام تقدير من وزارة التربية والتعليم، لتعزيز الحياة المشتركة في النقب.
- في نوفمبر 2022، تم منح درع وزير الصحة للعمل التطوعي للمبادرات الجديدة خلال جائحة كورونا، وذلك لإنشاء غرفة العمليات خلال جائحة كورونا .
- في عام 2022 فازت المنظمة بوسام الحياة المشتركة من مبادرات أبراهام للأعوام 2023-2024:
- جائزة زوسمان لعام 2023 – أكبر جائزة اجتماعية في إسرائيل للتميز في مجال الخدمات الاجتماعية – لفريق تشغيل الشباب
- وسام تقدير لتعزيز الحياة المشتركة نيابة عن عضو الكنيست نعمة لزيمي على نشاط غرفة الطوارئ المشتركة التي تقودها المنظمة مع لجنة الطوارئ العربية ونحو 16 من منظمات المجتمع المدني، السلطات والمكاتب الحكومية.
- شهادة تقدير من وزارة التربية والتعليم على نشاط منظمة الشباب "شبيبة أجيك" من مبادرة "الشباب يصلح العالم"
- وسام دافيد بن غوريون ، للعمل المشترك للمنظمة، التي توحد اليهود والعرب في العمل على تطوير بنية تحتية اجتماعية متساوية وتعزيز المجتمع العربي-البدوي في النقب.
- جائزة دان دافيد – لمنظمة الشباب "شبيبة أجيك"
- وسام التطوع ضمن فعاليات المؤتمر الشعبي للدولة - مؤتمر يديعوت أحرونوت

## الإنجازات
- منظمة الشباب "شبيبة أجيك" هي أول منظمة شبابية نشأت من داخل المجتمع العربي في اسرائيل، يتم الاعتراف بها وتمويلها من قبل وزارة التربية والتعليم. تضم المنظمة حاليًا أكثر من 9000 مشارك من جميع أنحاء البلاد.
- تطوير نموذج فريد للسنة الانتقالية تتبناه الدولة والمنظمات الأخرى
- يوجد نحو 10,000 خريج من برامج أجيك على مدار السنوات
- حوالي 85% من خريجي أجيك اندمجوا في سوق العمل وحوالي 75% التحقوا بالتعليم الاكاديمي (مقارنة بـ 10-30% في المجتمع العربي بشكل عام، حسب الموقع، نوع الاندماج والاختلافات بين الجنسين)
- رواد في تطوير فرق الحصانة المجتمعية وخدمة الإسعاف في القرى غير المعترف بها
- تعزيز برامج رفاه الطفل في المجتمع العربي في النقب التي يتم تبنيها من قِبل الدولة كمشاريع مشتركة
- تأسيس منتدى للأئمة - رجال دين يدعمون القضايا الاجتماعية والصحية في خطبهم أمام الآف المصلّين في المساجد
- مشاريع لتعزيز مجتمع مشترك ولقاء يهودي-عربي بين فئات متنوعة - شبيبة، شباب، معلمين، طلاب، سلطات محلية، وما إلى ذلك
- تطوير شبكة برامج للشباب غير المؤطرين (دمج الشباب في سوق العمل)

## اجيك بالارقام
- 9000 مشارك في منظمة الشباب
- 1000 مشارك كل عام في برامج السنة الانتقالية وبرنامج دمج الشباب في العمل
- 10,000 خريج من برامج السنة الانتقالية
- 11 مكتب حكومي
- 68 شريكًا من القطاع الخيري
- 27 سلطة محلية
- 90 منظمة مجتمع مدني شريكة لأنشطة المنظمة من المجتمع العربي واليهودي في جميع أنحاء البلاد

## روابط خارجية
- الموقع الرسمي لأجيك - معهد النقب
- أجيك - معهد النقب على اكس (تويتر)
- أجيك - معهد النقب على انستقرام
- أجيك - معهد النقب على لينكدان
- أجيك - معهد النقب على يوتيوب
- أجيك - معهد النقب على موقع الجمعيات في إسرائيل